# 马苏莱斯
马苏莱斯（法語：Massoulès，法語發音：[masulɛs]）是法国洛特-加龙省的一个市镇，属于洛特河畔新城区。

## 地理
马苏莱斯（44°20'21"N, 0°52'6"E）面积7.86 平方千米，位于法国新阿基坦大区洛特-加龍省，该省份为法国西南部内陆省份，北起多爾多涅省，西接吉倫特省和朗德省，南至热尔省，东临塔恩-加龙省和洛特省。
与马苏莱斯接壤的市镇（或旧市镇、城区）包括：圣阿芒迪佩克、圣博泽、瓦莱耶、欧拉杜、弗雷斯佩克、马塞尔、佩讷达日奈。

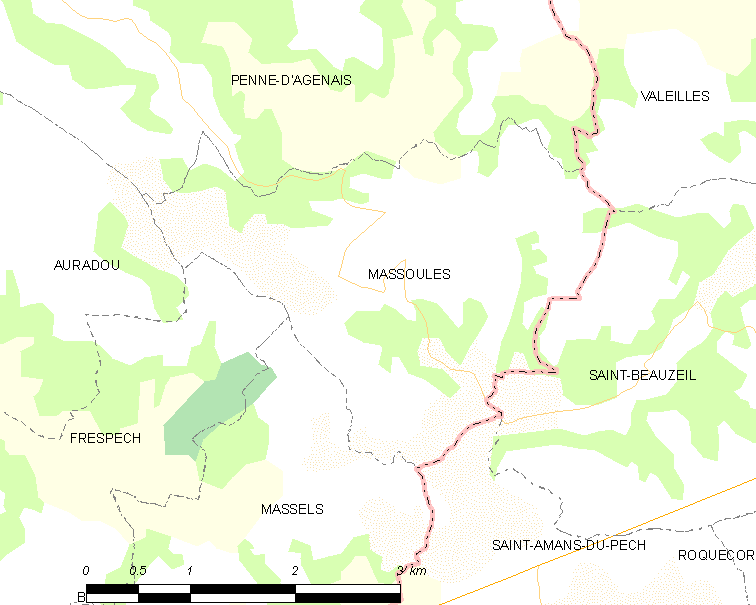
马苏莱斯的OSM定位图

马苏莱斯的时区为UTC+01:00、UTC+02:00（夏令时）。

## 行政
马苏莱斯的邮政编码为47140，INSEE市镇编码为47162。

## 政治
马苏莱斯所属的省级选区为塞尔地区县。

## 人口

1962-2008年间马苏莱斯人口变化图示

马苏莱斯于2022年1月1日时的人口数量为201人。